# Leucandra seychellensis
Leucandra seychellensis är en svampdjursart som beskrevs av Hozawa 1940. Leucandra seychellensis ingår i släktet Leucandra och familjen Grantiidae.
Artens utbredningsområde är havet kring Seychellerna. Inga underarter finns listade i Catalogue of Life.